# Richárd Bohus
Richárd Bohus (Békéscsaba, 9 de abril de 1993) es un deportista húngaro que compite en natación.
Ganó una medalla de bronce en el Campeonato Mundial de Natación de 2017, tres medallas en el Campeonato Europeo de Natación, en los años 2012 y 2016, y una medalla de plata en el Campeonato Europeo de Natación en Piscina Corta de 2019.
Participó en tres Juegos Olímpicos de Verano, entre los años 2012 y 2020, ocupando el quinto lugar en Tokio 2020, en la prueba de 4 × 100 m libre.

## Palmarés internacional
| Campeonato Mundial                  | Campeonato Mundial    | Campeonato Mundial | Campeonato Mundial |
| Año                                 | Lugar                 | Medalla            | Prueba             |
| ----------------------------------- | --------------------- | ------------------ | ------------------ |
| 2017                                | Budapest (Hungría)    | Medalla de bronce  | 4 × 100 m libre    |
| Campeonato Europeo                  |                       |                    |                    |
| Año                                 | Lugar                 | Medalla            | Prueba             |
| 2012                                | Debrecen (Hungría)    | Medalla de bronce  | 50 m espalda       |
| 2016                                | Londres (Reino Unido) | Medalla de plata   | 50 m espalda       |
| 2016                                | Londres (Reino Unido) | Medalla de bronce  | 4 × 100 m estilos  |
| Campeonato Europeo en Piscina Corta |                       |                    |                    |
| Año                                 | Lugar                 | Medalla            | Prueba             |
| 2019                                | Glasgow (Reino Unido) | Medalla de plata   | 4 × 50 m estilos   |